# Brian Stowell
Brian Stowell (Douglas, Isla de Man, Reino Unido; 6 de septiembre de 1936-18 de enero de 2019) fue uno de los principales activistas en la recuperación del idioma manés y realizó numerosas grabaciones de ancianos hablando el idioma.

## Biografía
Publicó obras en manés, incluyendo Contoyryssyn Ealish ayns Cheer ny Yindyssyn, una traducción de Alicia en el país de las maravillas, publicado en 1990. En marzo de 2006 se publicó su Dunveryssyn yn Tooder-Folley (Los asesinos de vampiros), la primera novela completa en manés.